# Medalha Thomas W. Eadie
A Medalha Thomas W. Eadie, instituída em 1975, é uma distinção concedida pela Sociedade Real do Canadá "para contribuições importantes na engenharia e em ciência aplicada", de preferência para aquelas que tem impacto em comunicações, particularmente no desenvolvimento da internet. A medalha é nomeada em honra de Thomas Wardrope Eadie.
A distinção é concedida anualmente. Além da medalha de bronze, o agraciado recebe uma quantia em dinheiro de $3.000.

## Laureados
- 1975 - Marshall Kulka
- 1976 - John Hilborn
- 1977 - Alec Sehon
- 1978 - Jacques Beaulieu
- 1979 - Armand Frappier
- 1980 - Bernard Etkin
- 1981 - Howard Rapson
- 1982 - Bernhard Cinader
- 1983 - Colin Campbell
- 1984 - Garry Lindberg, Karl-Heinrich Doetsch, John MacNaughton e Terrence Ussher
- 1985 - Elvie Smith
- 1986 - William Gauvin
- 1987 - Alexander McLean
- 1988 - Arthur Axelrad
- 1989 - Ashok Vijh
- 1990 - Peter Ottensmeyer
- 1991 - Ernest McCulloch e James Till
- 1993 - Garry Rempel
- 1994 - Raymond Bartnikas
- 1995 - Edward Donaldson
- 1996 - Christian Roy
- 1997 - Stuart Foster
- 1999 - Nicolas Georganas
- 2000 - Brian Conway
- 2001 - Gregor Bochmann
- 2003 - Morrel Bachynsk
- 2004 - Vijay Bhargava
- 2005 - Norman Beaulieu
- 2006 - Alberto Leon-Garcia
- 2007 - Hussein T. Mouftah